# 1542
1542. је била проста година.

## Догађаји

### Јул
- 21. јул — Папа Павле III формирао инквизицију, конгрегацију кардинала са овлашћењима да прогоне јеретике, како би појачао борбу против протестантизма.
- 21. јул — У бици код Јемгума током Осамдесетогодишњег рата Фернандо Алварез де Толедо је победио Луја од Насауа.

### Децембар
- 14. децембар — Шест дана стара Марија Стјуарт је наследила престо Шкотске.

## Рођења

### Јануар
- 8. децембар — Мери Стјуарт, шкотска краљица († 1587)